# 方面本部長
方面本部長（ほうめんほんぶちょう）は日本の警察及び東京消防庁における上級管理職。方面本部を統括し管内の所轄を監督する役目を持っている。

## 階級
日本の警察官では警視または警視正（警視庁の大規模方面部長や北海道警察本部の方面本部長については警視長）が、消防吏員では消防正監の者が就く。

## 概要
日本の警察本部の場合、管轄区域内を2つ以上に分けて、その区域内の所轄と本部（消防では東京消防庁）の中間的立場として、所轄の連携と広域対応を目的とする。そのため、方面本部は立場的に警察署（あるいは消防署）の上部に位置する。
警視庁の場合、第一〜第十方面まで分かれており、それぞれに本部長を置く。警察署が多いのでとりわけ方面本部数が多い。東京消防庁の場合も警視庁とほぼ同じ管轄区域を設定している。
なお、市警察部を置いている道府県警察の場合、市警察部に方面本部の機能を持たせる場合もある。

### 北海道警察方面本部長
北海道は広大であることから、北海道公安委員会及び北海道警察本部の下に、函館市、旭川市、北見市、釧路市に方面公安委員会、方面本部という下部組織を置き、各々の方面に属する区域の警察業務を担当させている（警察法第51条・北海道警察組織条例別表第2）。また、警察法第51条第4項により準用される同法第50条第1項により、国家公安委員会が方面本部長を任免するには、方面公安委員会の同意を必要とする（なお、北海道警察組織条例の別表第1により札幌地区周辺は「札幌方面」とされているが、札幌方面の本部機能は警察法第51条の規定に基づき北海道警察本部が直接担うこととされているため、札幌方面には方面本部および方面本部長は別途設置されず、道警察本部及び北海道警察本部長がその任にあたる）。
北海道警察方面本部長の階級は警視長である。ナンバー2は参事官（兼警務課長兼道警察学校分校長）で階級は警視正。あと1名警視の参事官が配置される。
前者が本部長代理と方面本部内の事務管理部門担当の統括参事官。後者は暴力団対策などの治安活動を司る専任参事官である（方面本部の参事官については､「北海道警察の組織に関する規則」の第49条に規定がある）。
また、道警の方面本部長は道議会には出席しないが、全国警察本部長会議に出席する。

### 方面本部（長）の位置づけ
北海道警察の方面本部は警察法に根拠を有する（国の法律に基づく）組織であり、上部組織として方面公安委員会を有する。また、方面本部長の人事は国家公安委員会の権能であり､道警察が独自にこれを行使することはできない。なお、道警察の方面本部は府県警察本部に準じた所掌事務を有し（警察法第51条第1項）、その方面本部長の権限も府県警察本部の本部長の有する権限に準じている（警察法第51条第3項）。
警視庁の方面本部は国の法令には根拠がなく、東京都の条例に基づき都独自に設置された組織である（対応する方面公安委員会は存在しない）。このため、北海道と東京都で用いる区分の名称は同じながら、組織の「格」、予算・人事・権能など行政組織の区分の概念としては全く別のものである。神奈川県警察や大阪府警察、兵庫県警察、埼玉県警察などにも独自の方面本部がある。

## 任命
北海道警察の方面本部長の任免は国家公安委員会の権能であり､道警察が独自にこれを行使することはできない。また、国家公安委員会がこれを行使するにあたっては、方面公安委員会の同意を必要とする。
警視庁の方面本部長の人事権も国家公安委員会が持ち、第二〜第十方面は署長、本部課長など所属長を歴任した都採用のベテランを任じ、第一方面は警察キャリアの警視長を任ずるのが慣例である。警務部参事官を兼任する場合がある。府県警察は警視正か警視を登用する。東京消防庁は、部長と同クラスとされ、それらの階級に相当する幹部から任命される。

## 任務
職員は少数であり、機動力はさほどない。主に配下の組織の監督、管理、教育、監察などである。
警察の方面本部長は通常、捜査などの現場での仕事を行わず、殆ど在勤である。そのため制服着用が多い。この点は署長と同じであり、署長と同じく担当地域では名士として扱われる。

## 権限
前述の通り、警察署長よりも地位が上であり各都道府県警察本部側に位置する。各警察署長を民間企業でいう『支店長』に例えれば、方面本部長はさながら『エリア担当部長』といったところである。
主な権限として、その必要があると認めた場合独自判断で特別本部の設置を発令できる。さらに管内の警察署長を招集することができる。また管内の機動隊に出動要請を発令することができる。地域市民への行動制限を施行することができる。
消防の場合もほぼ同じである。

## 方面本部長表彰
警察方面本部長、消防方面本部長は、管内の所轄地域において功績のあった職員及び市民に対し定期・不定期で表彰を実施している。警察における方面本部長表彰は、警視庁及び道府県警察本部の表彰取扱規程に定められ、消防については方面本部を設置する東京消防庁の東京消防庁表彰取扱規程に基づいており、方面本部長表彰は警察・消防とも警視総監表彰、消防総監表彰及び部長表彰より下位であり、警察署長表彰・消防署長表彰の上位にある。
ちなみに、特別区消防団員が消防方面本部長表彰を受けた場合、第16号表彰歴章を佩用することができ、複数回受賞した場合、第16号歴章にクリスタルのダイヤ型を入れたものを佩用することができる。